# Лотва (Минская область)

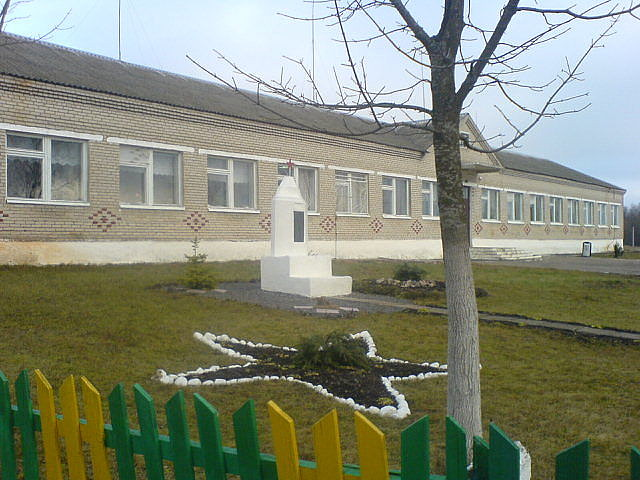
Школа в деревне Лотва

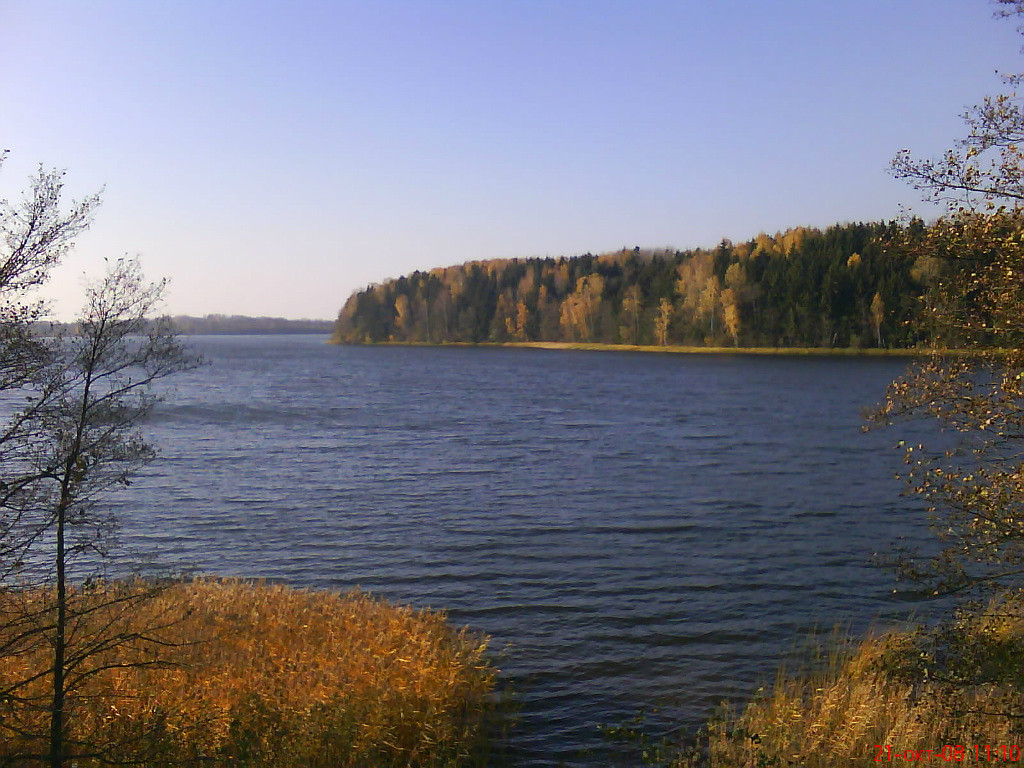
Озеро в деревне Лотва

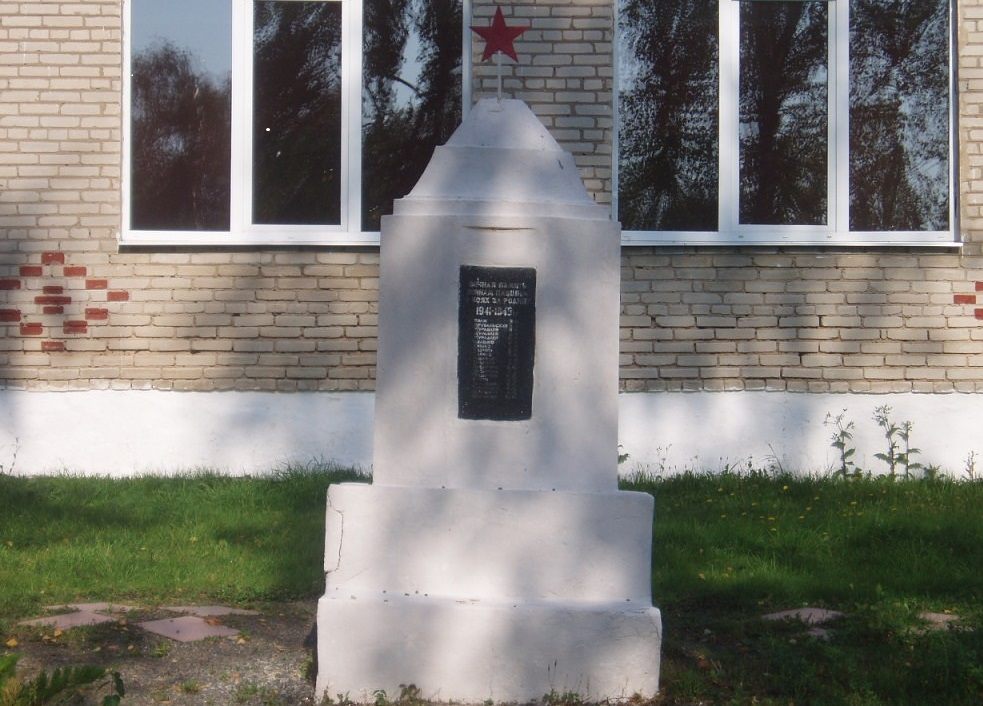
Обелиск в память о 18 земляках, которые погибли в боях с гитлеровцами в 1941 - 1945 гг.

Ло́тва (бел. Ло́тва) — деревня в Мядельском районе Минской области Белоруссии. До 2006 года входила в состав Лотвинского сельсовета, а после его упразднения перешла в Мядельский сельсовет.

## Происхождение названия
Название деревни Лотва происходит от одноименного озера Лотвины. Польское слова "Łotwa" также означает название Латвии. В древности полоцкие кривичи лотвой называли население Латгалии.

## География
Деревня расположена на берегу озера Лотвины, в 10 км от районного центра Мяделя, на автомобильной дороге Поставы — Мядель — Минск.

## История
В 1868 году деревня Маньковицкой волости Вилейского уезда Виленской губернии, 79 жителей.  
В 1904 г. в деревне насчитывается 133 жителя.  
В 1921 г. деревня в Маньковицком гмине Дуниловичского (с 1925 г. Поставский) уезда Виленского воеводства, 12 дворов, 58 жителей. 
С 12.10.1940 г. центр сельсовета Поставского района. 
С 20.09.1940 г. Мядельского района Вилейской области. 
С 20.09.1944 г. в составе Молодеченской области. 
С 20.01.1960 г. в составе Минской области.  
В 1949 г. односельчане объединились в колхоз имени Булганина.  
С 1954 г. деревня — центр укрупненного колхоза с тем же названием, с 22.10.1957 г. колхоза "40 лет Октября". 
В 1957 г. здесь открыт магазин и медпункт.  
В 1960 г. — 93 жителя. 
Около здания школы в 1965 г. установлен обелиск в память о 18 земляках, которые погибли в боях с гитлеровцами в 1941 — 1945 гг. 
На 01.01.1997 г. 95 дворов, 292 жителя. В деревне расположены здания исполкома сельсовета и правления колхоза, отделения связи и сберегательного банка, библиотека, комплексный приемный пункт бытового обслуживания населения, фельдшерско-акушерский пункт, средняя школа, магазин, Дом культуры, а так же ремонтная мастерская, животноводческая ферма. 
В 2015 году, силами жителей деревни, вместо существующего деревянного креста, при въезде в Лотву был установлен металлический Поклонный крест.
На 01.01.2021 г. — 173 жителя.
Решением Минского областного Совета депутатов от 29.09.2006 № 245 деревня Лотва из состава упразднённого Лотвинского сельсовета передана в состав Мядельского сельсовета.

## Достопримечательности
- Краеведческий музей
- Захоронения погибших в Первой мировой войне
- Обелиск в память о 18 земляках, которые погибли в боях с гитлеровцами в 1941 — 1945 гг.
- Озеро Лотвины
- Озеро Россохи (до Первой мировой войны озеро называлось Силезвинское).

## Галерея

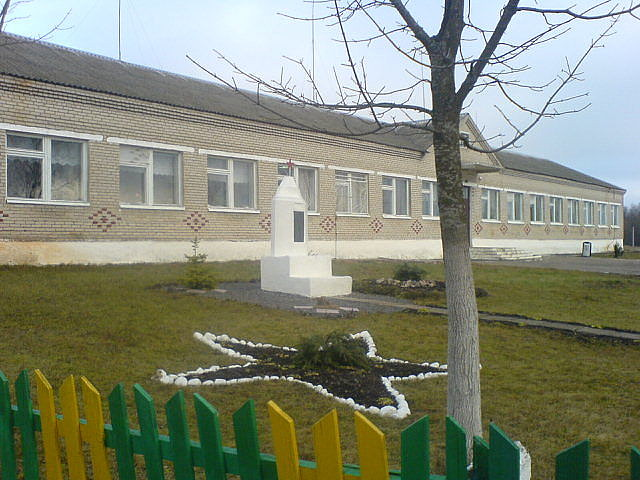
Школа в деревне Лотва
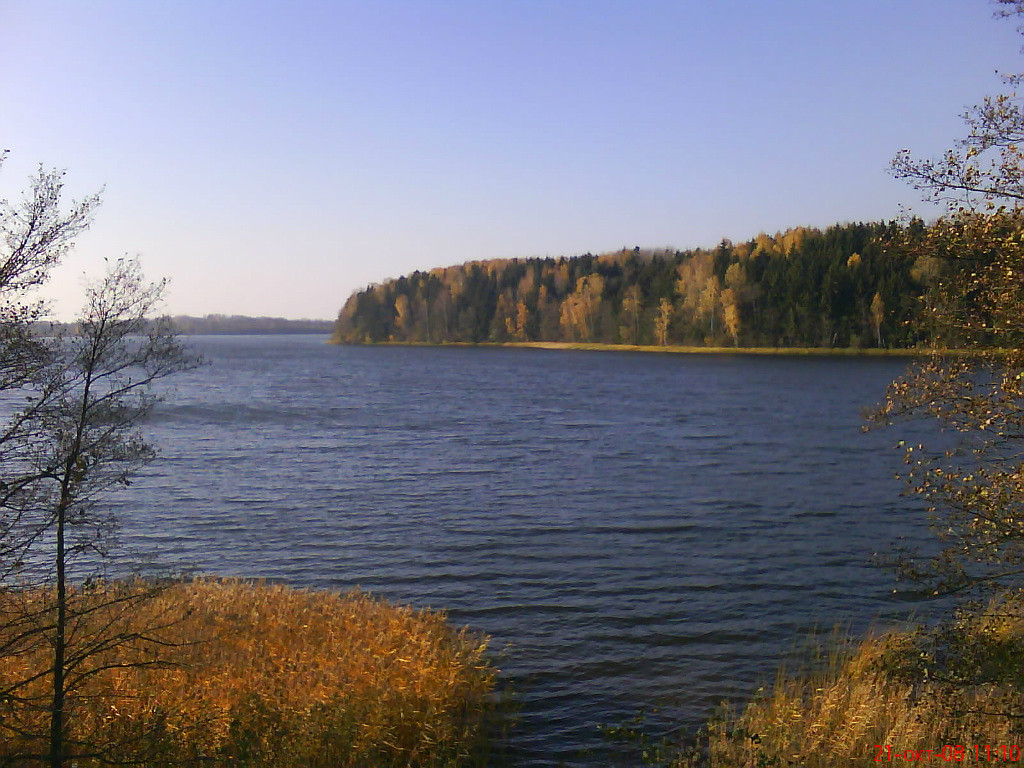
Озеро в деревне Лотва
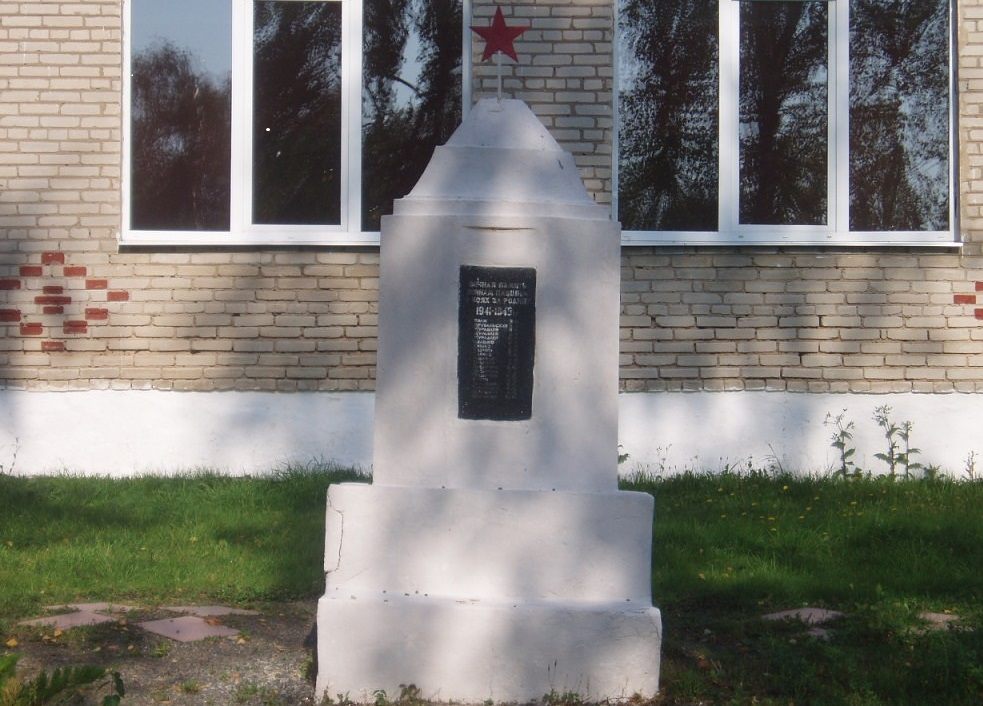
Обелиск в память о 18 земляках, которые погибли в боях с гитлеровцами в 1941 - 1945 гг.